# Jacobo Zóbel de Sangróniz
Jacobo Zobel y Zangroniz (Manila, 12 d'octubre de 1842 - 6 d'octubre de 1896) fou un farmacèutic, acadèmic de la Reial Acadèmia de la Història, numismàtic i alcalde de Manila

## Biografia
Era fill del farmacèutic alemany Jacobo Zobel y Hirsch (1815-1866) i María Ana Zangróniz y Arrieta (1818-1848), filla d'un jutge de la Reial Audiència. El seu pare va ser un d'una llarga línia dels farmacèutics alemanys que farien Manila seva llar principal.
El 1848 fou enviat a Hamburg a estudiar a l'escola privada del Dr. Brandmann. El 1852 fou inscrit al Johanneum Public d'Hamburg, on va estudiar fins a 1858. Aleshores estudià ciències superiors a la Universitat de Madrid, on es llicencià el 1864 i s'interessà per la medicina, la química i l'arqueologia. Sabia parlar 11 idiomes i es va fer amic a Madrid del numismàtic Antonio Delgado, qui li va instar a aconseguir una beca per estudiar monedes antigues. Fruit del seu interès fou la seva monografia Memoria sobre las monedas libiofenicias o teudetanas.
Aleshores va tornar a Manila per assumir la gestió dels laboratoris farmacèutics de la família. D'ideologia liberal, va acollir amb satisfacció el nomenament de Governador General Carlos de la Torre. Es va convertir en membre de la Junta Municipal de Manila i regidor municipal fins al 31 de desembre de 1872 i de la Societat Econòmica d'Amics del País. Durant el seu mandat es va introduir moltes reformes liberals: escoles públiques, activitats de plantació d'arbres, i reclamaren representació a les Corts espanyoles. També va obrir la primera Sala de Lectura Pública i la Biblioteca.
Després del motí de Cavite de 1872 es tornà suspecte a les autoritats espanyoles, i el 22 de setembre de 1874 fou empresonat uns mesos al Fuerte de Santiago acusat de sedició per possessió d'armes de foc i pamflets revolucionaris. Fou alliberat gràcies a les gestions d'Otto von Bismarck. El 5 de febrer de 1875 es va casar amb Trinidad Roxas de Ayala (1856-1918) i viatjaren de lluna de mel al Japó, San Francisco i a Europa, on van néixer els seus fills. Van decidir viure un temps a Espanya quan va decidir estudiar els sistemes de transport a Europa, i van renovar la seva investigació numismàtica, publicant Estudio histórico de la moneda antigua española desde su origen hasta el imperio romano (1878).
El 1878 fou escollit acadèmic de la Reial Acadèmia de la Història, però mai no va anar a prendre possessió del seu lloc, i finalment el 1892 va passar a la classe de corresponents.
Cap al 1880 va tornar a Manila, on hi fou representant d'Eiffel i Co de París i hi va construir el Pont Ayala. De 1876 a 1891 fou soci d'Ayala i Cia (abans Roxas i Cia). Al desembre de 1885, va crear els primers tramvies propulsats a vapor a Manila, la línia de Manila-Tondo, que es va estendre a Malabon. El seu soci capitalista era el banquer espanyol Adolfo Bayo i el seu soci local va ser un dels filipins més rics filipins de l'època, Gonzalo Tuason. Finalment es va construir quatre altres grans línies de tramvia tirats per cavalls a Manila i voltants (Malate, Sampaloc i Tondo). Va ser nomenat membre del Consell d'Administració pel Rei d'Espanya el 25 de maig de 1882. També va ser membre consiliari de Banc Espanyol Filipí i secretari de la Cambra de Comerç de Manila.
Va rebre nombrosos premis, entre ells el Gran Creu de la Reial Orde Americana d'Isabel la Catòlica el 1880, cavaller de l'Orde de Carles III, i cavaller comandant de l'Orde de l'Estrella Polar de Suècia i Noruega. Va morir el 6 d'octubre de 1896, mentre es trobava sota sospita novament de donar suport als revolucionaris filipins.